# آلاله نازک‌نوک
آلاله نازک‌نوک (نام علمی: Ranunculus lateriflorus) نام یک گونه از سرده آلاله است. سردهٔ آلاله در ایران ۵۵ گونهٔ علفی یک ساله و چند ساله دارد. آلاله نازک‌نوک یکی از ۵۵ گونهٔ موجود در ایران است.